# Żelechowo
Żelechowo (niem. Selchow) – wieś w Polsce położona w województwie zachodniopomorskim, w powiecie gryfińskim, w gminie Widuchowa.
31 grudnia 2008 r. wieś miała 446 mieszkańców.
W latach 1975–1998 miejscowość administracyjnie należała do województwa szczecińskiego.